# Бейтман, Талита
Талита Бейтман (англ. Talitha Bateman; род. 4 сентября 2001) — американская актриса.

## Личная жизнь
Проживает в Южной Калифорнии. Является одним из девяти младших детей и сестрой актёра Габриеля Бейтмана.

## Карьера
В 2014 году Бейтман сыграла значительную роль в научно-фантастическом фильме ужасов «Рой», в котором также снялись Габриэль Бассо, Кэтрин Прескотт и Джейкоб Захар. Премьера фильма состоялась на фестивале Fantastic Fest 19 сентября 2014 года.
В 2015 году снялась в роли Скарлетт Кинкейд в четвёртом сезоне комедийной драмы The CW «Зои Харт из южного штата».
Также Бейтман сыграла главную роль в фильме «5-я волна» вместе с Хлоей Грейс Морец и Ником Робинсоном. Режиссёром выступил Джей Блейксон. Премьера состоялась 22 января 2016 года на Columbia Pictures.
В то же время она снялась в фильме «Девять жизней» вместе с Кевином Спейси, Робби Амеллом, Дженнифрер Гарнер, Кристофером Уокеном и Барри Зонненфельдом. Фильм был срежиссирован Барри Зонненфельдом и был представлен в прокате 29 апреля 2016 года компанией EuropaCorp.
Также Бейтман сыграла роль в фильме So B. It, адаптации одноимённого романа Сары Уикс. Режиссёром выступил Стивен Джилленхал.
Имеет постоянную роль в комедии HBO «Mamma Dallas», которой снимается вместе со своим братом Гэбриелем Бейтманом и Августом Прю.
В 2017 году снялась в роли Дженис в фильме ужасов/приквеле «Проклятие Аннабель: Зарождение зла» и сыграла роль в фильме-катастрофе «Геошторм».

## Фильмография

### Фильмы
| Год  | Название                             | Роль             | Примечания |
| ---- | ------------------------------------ | ---------------- | ---------- |
| 2015 | Рой                                  | Кайла            |            |
| 2016 | 5-я волна                            | Чашка            |            |
| 2016 | Девять жизней                        | Николь Камден    |            |
| 2016 | So B. It                             | Хейди Демат      |            |
| 2017 | Месть: История любви                 | Бетти Макгуайр   |            |
| 2017 | Проклятие Аннабель: Зарождение зла   | Дженис           |            |
| 2017 | Геошторм                             | Ханна            |            |
| 2018 | С любовью, Саймон                    | Нора Спир        |            |
| 2018 | The Boxcar Children: Surprise Island | Виолет (озвучка) |            |
| 2019 | Обратный отсчёт                      | Джордан Харрис   |            |
| 2019 | Роберт — король Шотландии            | Ивер             |            |

### Телевидение
| Год  | Название                            | Роль             | Примечания                           |
| ---- | ----------------------------------- | ---------------- | ------------------------------------ |
| 2013 | Бывает и хуже                       | Девушка Глосснер | Эпизод: «Поцелуй»                    |
| 2014 | Maker Shack Agency                  | Чирлидерша       | Пилотный эпизод                      |
| 2015 | Зои Харт из южного штата            | Скарлетт Кинкейд | 3 эпизода                            |
| 2016 | Mamma Dallas                        |                  | Пилотный эпизод                      |
| 2016 | Furst Born                          | Эрин             | Пилотный эпизод                      |
| 2017 | Жизнь Харли                         | Софи             | Эпизод: «Stuck with a New Friend»    |
| 2019 | Закон и порядок: Специальный корпус | Лора Мур         | Эпизод: «Повести печальнее на свете» |
| 2020 | Вдали                               | Алексис Логан    | Netflix Original                     |

## Ссылка
- Талита Бейтман (англ.) на сайте Internet Movie Database